# Carl-Petter Montell
Carl-Petter Montell, född 13 juni 1989 i Stockholm, är en svensk regissör, manusförfattare och rollsättare.

## Biografi
Montell debuterade som regissör 2019 med TV-serien Eagles (säsong 2–4) som sändes på SVT och producerades av New Stories. Säsong 2 och 4 nominerades till Kristallen 2020 respektive 2022. Montell var även manusförfattare av säsong 3 och 4.
Han är aktuell som regissör för TV-serien Från Trakten som är producerad av Story One för SVT och som hade premiär 2023. Han är även aktuell som huvudförfattare av TV-serien Leva life som är producerad av FLX och som har premiär på Viaplay under 2023.
Åren 2012–2019 arbetade Montell som rollsättare för flera filmer och TV-serier, bland andra Solsidan, Bonusfamiljen, Störst av allt, Min pappa Marianne, Partisan och Spring Uje spring.

## Filmografi (i urval)

### Rollsättning
- 2013 – Solsidan (TV-serie)
- 2014–2017 – Torpederna (TV-serie)
- 2015 – Boy Machine (TV-serie)
- 2016 – Maria Wern – Dit ingen når
- 2016 – Maria Wern – Smutsiga avsikter
- 2016 – Svartsjön (TV-serie)
- 2016 – Hundraettåringen som smet från notan och försvann
- 2017 – 2019 (TV-serie)
- 2017 – Fallet (TV-serie)
- 2017 – Farang (TV-serie)
- 2017 – Småstaden (TV-serie)
- 2017 – Enkelstöten (TV-serie)
- 2017 – Solsidan (filmen)
- 2018 – Beck – Utan uppsåt
- 2018 – Beck – Djävulens advokat
- 2018 – Maria Wern – Den eld som brinner
- 2018 – Maria Wern – Ringar på vattnet
- 2018 – Maria Wern – Viskningar i vinden
- 2018 – Andra åket (TV-serie)
- 2019 – Sommaren med släkten (TV-serie)
- 2019 – Störst av allt (TV-serie)
- 2019 – Eagles (TV-serie)
- 2019 – Fartblinda (TV-serie)
- 2020 – Min pappa Marianne
- 2020 – Partisan (TV-serie)
- 2020 – Top Dog (TV-serie)
- 2020 – Spring Uje spring
- 2020 – Cryptid (TV-serie)

### Regi & manus
- 2008 – Viskningen
- 2020–2022 – Eagles (TV-serie)
- 2023 – Leva life (TV-serie)
- 2023 – Från trakten (TV-serie)